# Jerdonia indica
Jerdonia indica är en tvåhjärtbladig växtart som beskrevs av Robert Wight. Jerdonia indica ingår i släktet Jerdonia och familjen Gesneriaceae. Inga underarter finns listade i Catalogue of Life.

## Bildgalleri

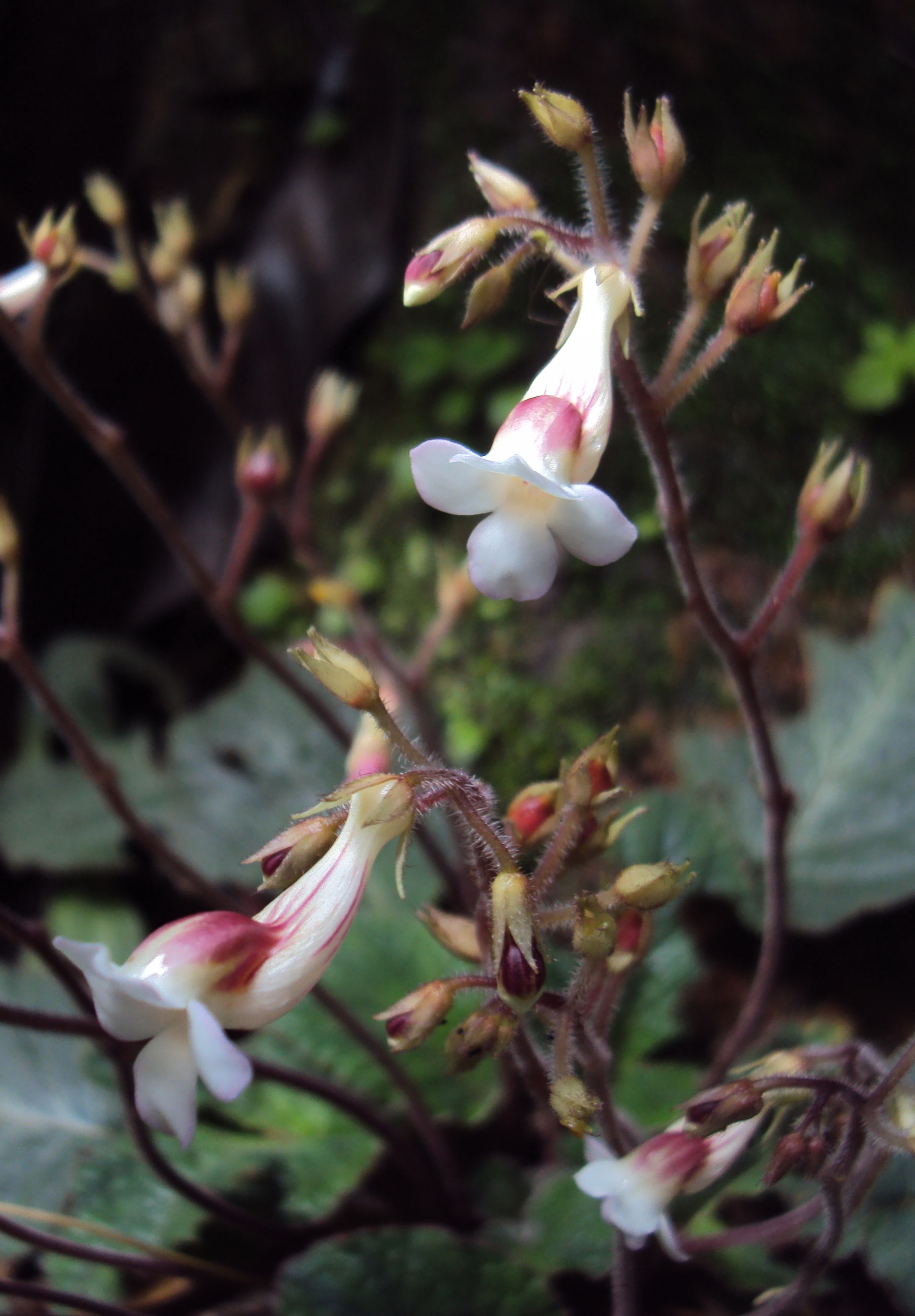
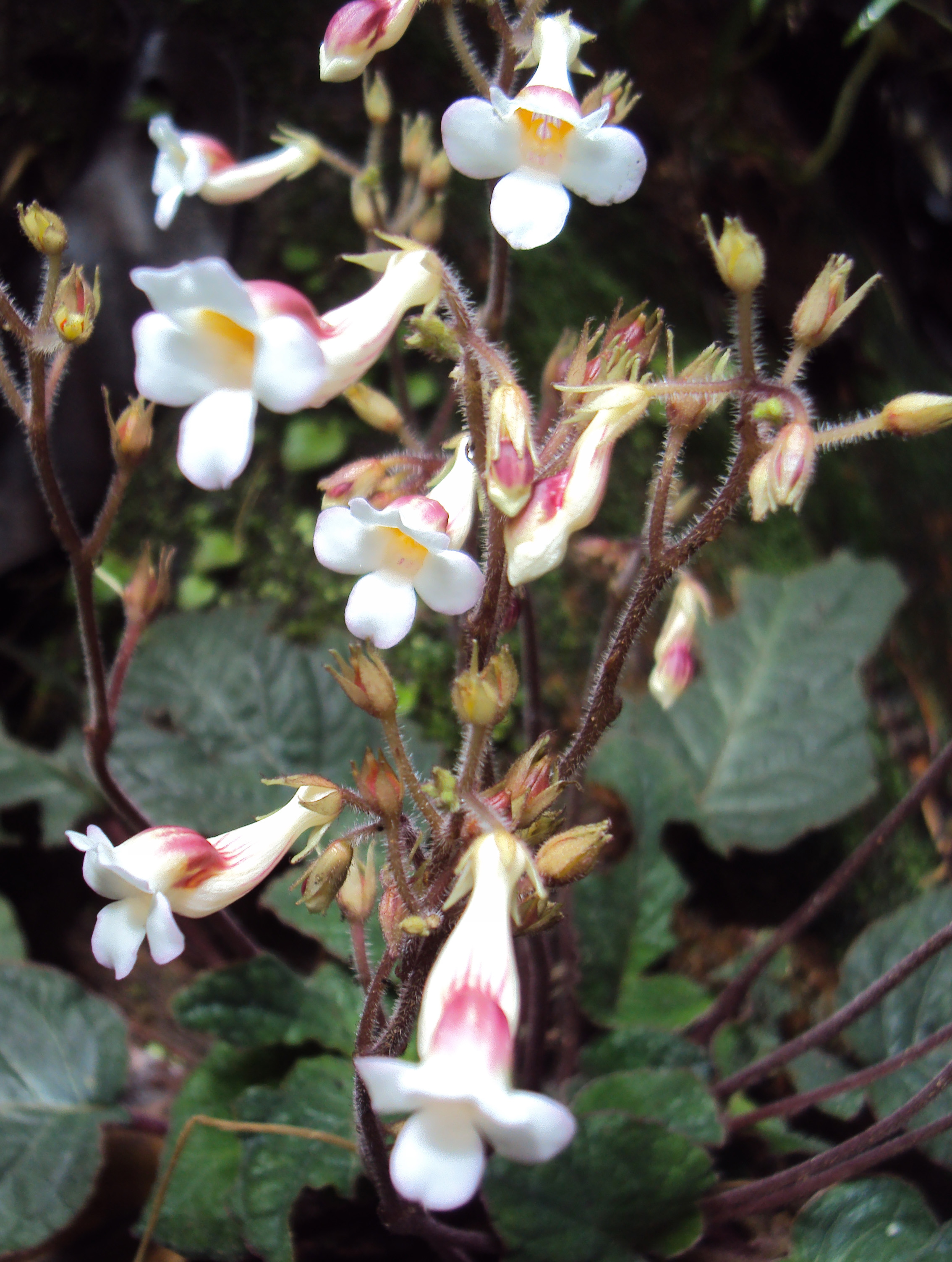
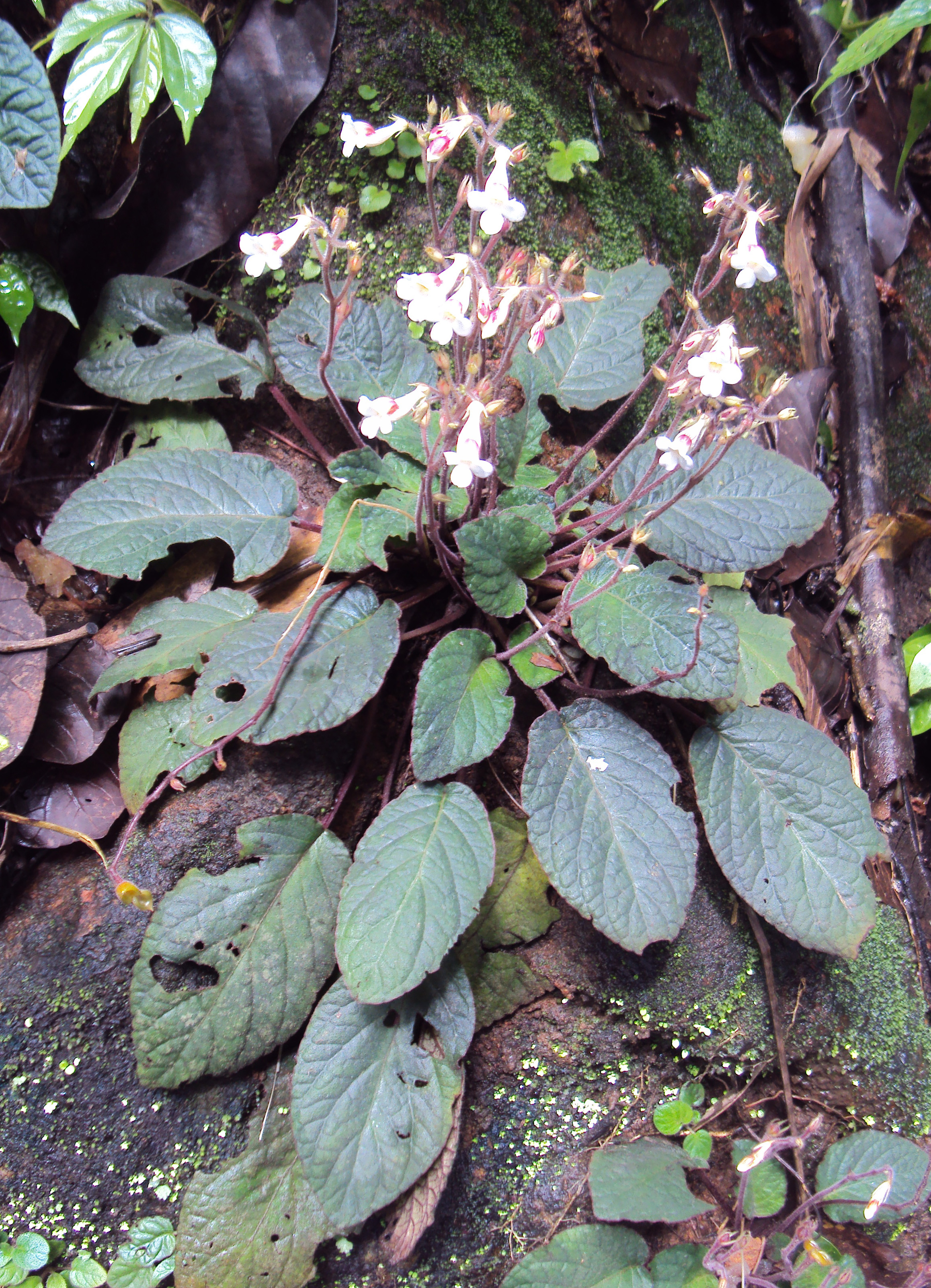
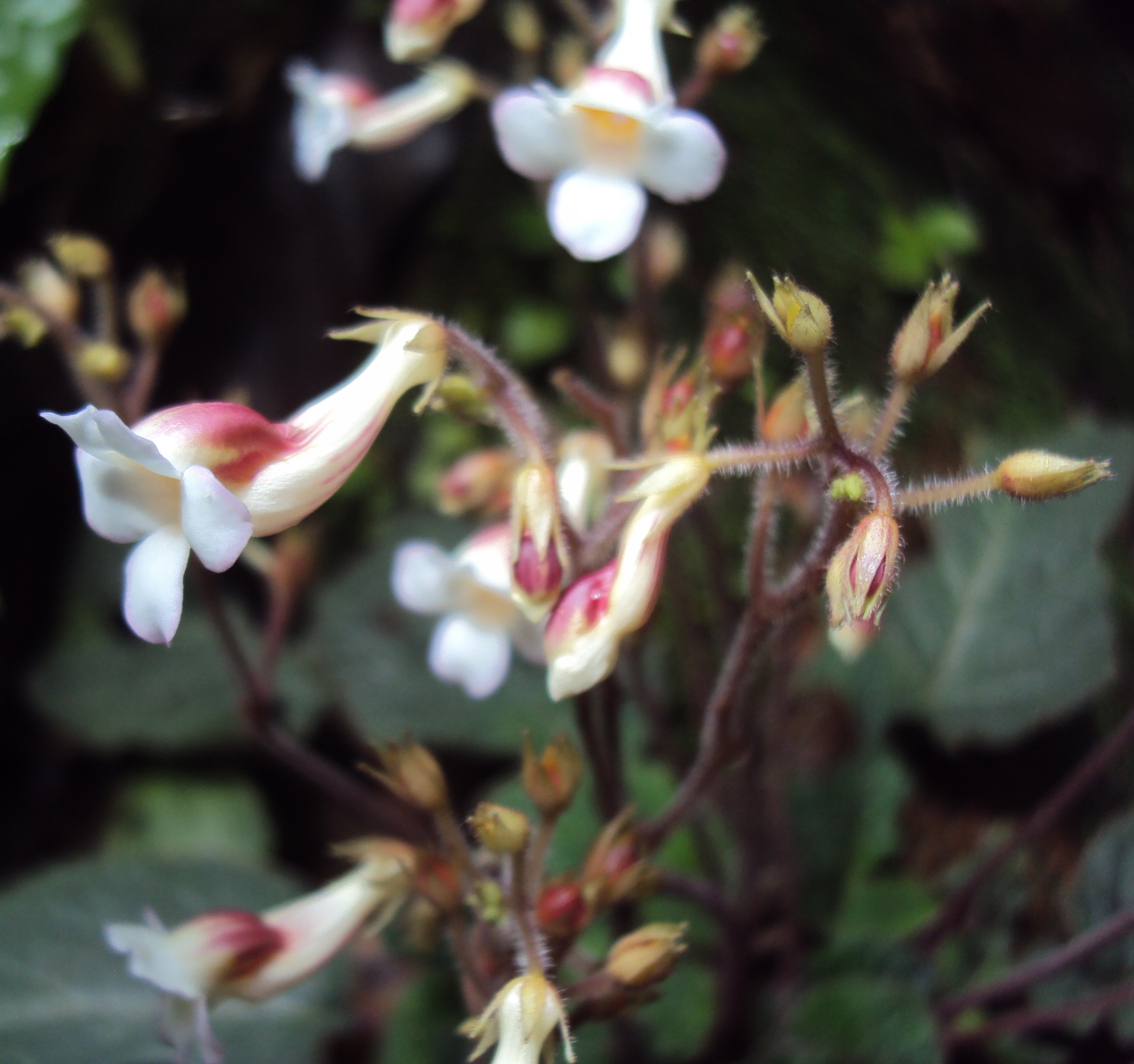
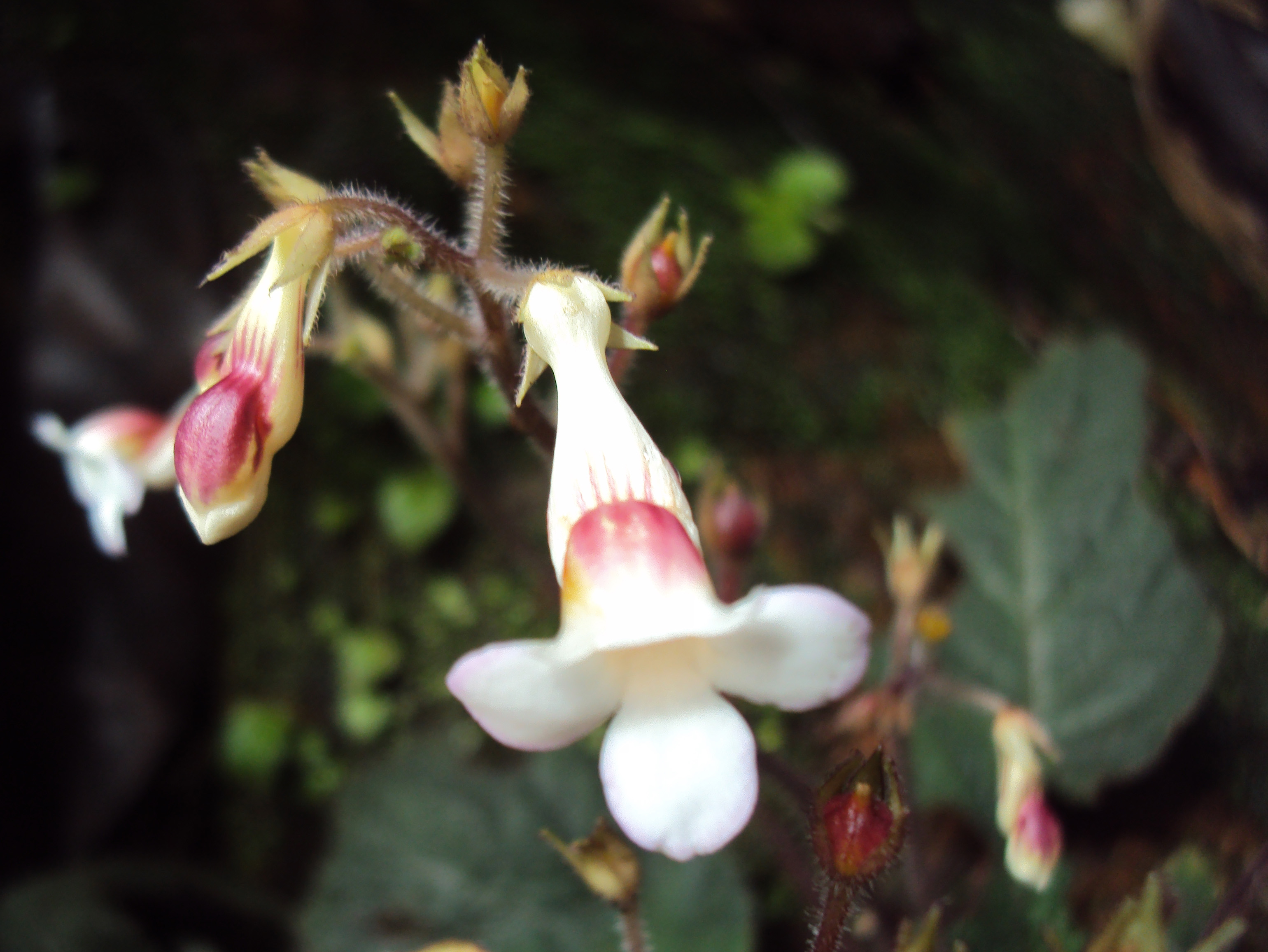
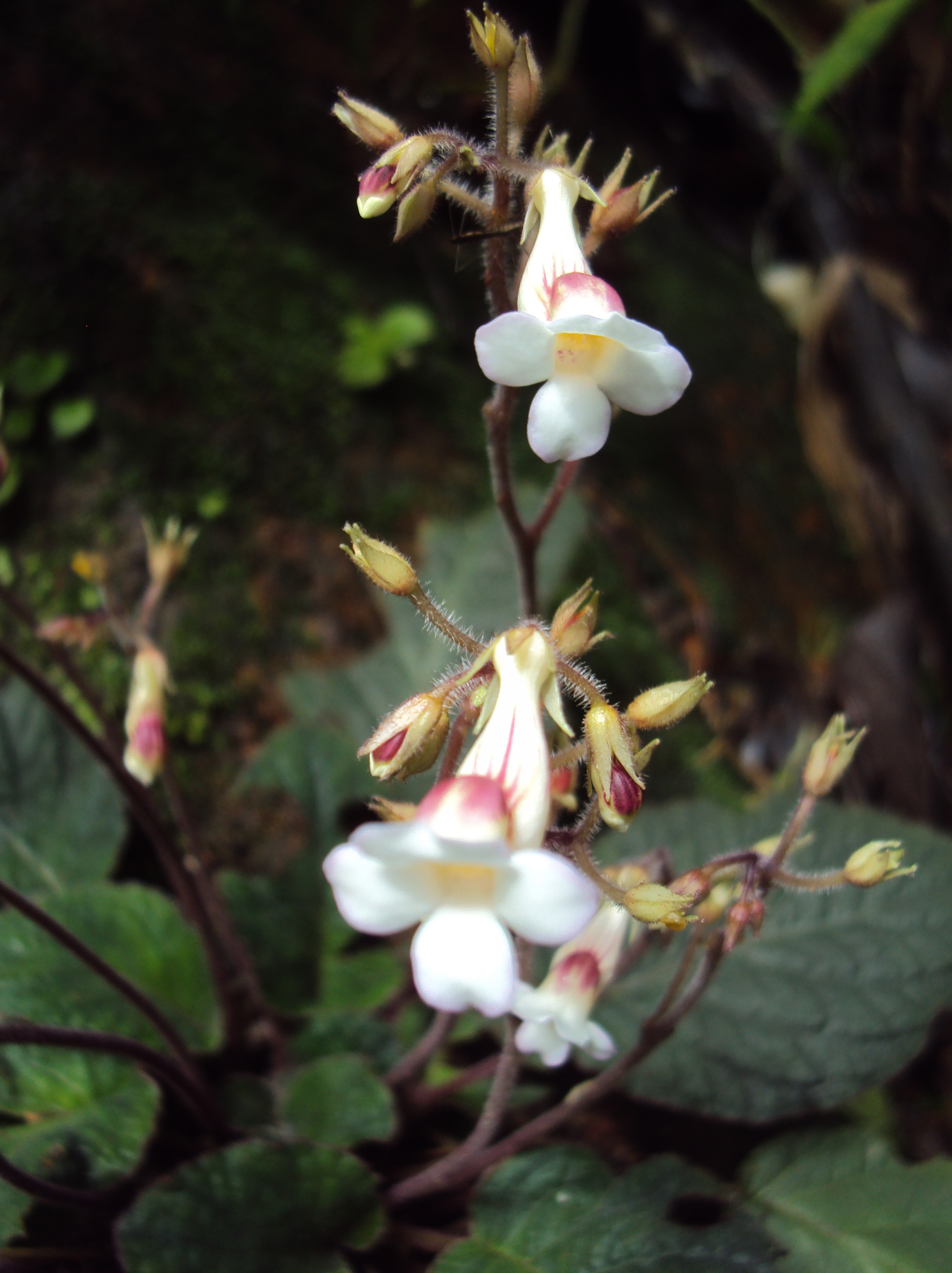